# Lockheed Martin A-4AR Fightinghawk
El Lockheed Martin A-4AR Fightinghawk (en español: Halcón luchador) es un cazabombardero fabricado por la estadounidense Lockheed Martin para la Fuerza Aérea Argentina en la década de 1990. Es un McDonnell Douglas A-4M Skyhawk adquirido al Cuerpo de Marines de los Estados Unidos y potenciado y modernizado con la electrónica, sistemas y armamento del F-16A y F-16C. Entró en servicio en 1997.

## Desarrollo
Después de la guerra de las Malvinas la Fuerza Aérea Argentina necesitaba un nuevo avión de caza moderno que reemplazara los perdidos en el conflicto así como los sobrevivientes que les quedaba poca vida útil. Luego de evaluar distintos aviones Argentina decidió comprar treinta y dos A-4M y cuatro OA-4M que estaban siendo pasados a la reserva por los Marines de los Estados Unidos y que se encontraban en el Centro de Mantenimiento y Regeneración Aeroespacial (AMARC), Base de la Fuerza Aérea Davis-Monthan (Arizona).
El 15 de diciembre de 1994 se firma el contrato por el cual la Fábrica Militar de Aviones (FMA) fue privatizada y para 1997 pasa a ser Lockheed Martin Aircraft Argentina S.A. Esto fue decisivo para la designación del ganador del contrato por la modernización de los A-4, que deterioró las ofertas de Smith Industries y Douglas Aircraft. El contrato de compra y modernización tenía un costo total de 365 millones de dólares y las entregas de las aeronaves se iba a realizar entre julio de 1995 y julio de 1998. Sin embargo, debido a dificultades económicas propias y a otras ocasionadas por la crisis económica de México de 1994 motivaron al Estado argentino a hacer recortes presupuestarios que incidieron negativamente en el programa. En 1997 demoras motivaron al Estado argentino hizo en agosto una renegociación del contrato, reduciendo a 284 millones de dólares el costo total y las entregas se acordaron para fines de 1999. En este recorte la FAA se vio obligada a renunciar a la adquisición de equipos de logística, entrenamiento, publicaciones, seis aeronaves adicionales, actualización de un solo simulador de vuelo, etcétera.
El proyecto Fightinghawk que estuvo a cargo del comodoro Horacio Mir González contemplaba que de los treinta y seis aviones dieciocho fueran modernizados en Lockheed Aircraft Services Company y los restantes en Lockheed Aircraft Argentina S.A. Comenzando los trabajos, el 1 de agosto de 1995 el primer avión voló desde la Base Davis-Monthan a Lockheed en Ontario, tres días después un segundo avión hizo lo propio, mientras que el resto fue trasladado por tierra. Por otro lado, en septiembre del mismo año comenzaron a desplazarse los primeros A-4M a LAASA en Córdoba.
A mediados de 1997 los pilotos y técnicos de la Fuerza Aérea Argentina fueron a California a efectuar el entrenamiento que los prepararía para operar al A-4AR.
El 17 de julio de 1997 el primer vuelo en A-4AR fue realizado por el jefe de los pilotos de pruebas de Lockheed Kirk Kalstad.
El 12 de diciembre de 1997 en Skunk Works (Palmdale) autoridades argentinas y estadounidenses llevaron a cabo en un acto formal la presentación de los primeros aviones (cuatro monoplaza y un biplaza). De ahí partieron tripulados por pilotos estadounidenses a la Base Davis-Monthan donde fueron entregados a los aviadores argentinos quienes emprendieron el Ferry I (en español: Transporte I) a Argentina. En su travesía fueron acompañados por un Lockheed C-130 Hercules y un Fokker F28 Fellowship del Grupo 1 de Transporte Aéreo. Llegaron a la I Brigada Aérea El Palomar el 18 de diciembre. El 23 se presentaron las aeronaves a los entonces presidente de la Nación Argentina Carlos Menem, ministro de Defensa Jorge Domínguez y jefe de la FAA brigadier general Rubén Montenegro. El 26 de marzo de 1998 el segundo lote de dos A-4AR y un OA-4AR hace lo propio; tuvieron un percance que los mantuvo estacionados en Panamá mientras reparaban uno de los aviones; el 4 de junio aterrizaron en la V Brigada Aérea.
En otro orden de cosas la planta argentina Lockheed Martin Argentina Aircraft el 3 de agosto entregó a la FAA el primer avión, a este le siguieron veinticinco ejemplares de los cuales el último fue entregado el 7 de enero de 2000. En un período comprendido entre octubre de 1998 y principios de 2000 dos ejemplares fueron utilizados en los Estados Unidos para homologar los sistemas y el armamento. Estos volvieron en 2000 que se sumaron a los ocho trasladados desde Norteamérica y los veinte y cinco acondicionados en Córdoba, completando los treinta y seis A-4AR Fightinghawk comprados.

## Diseño

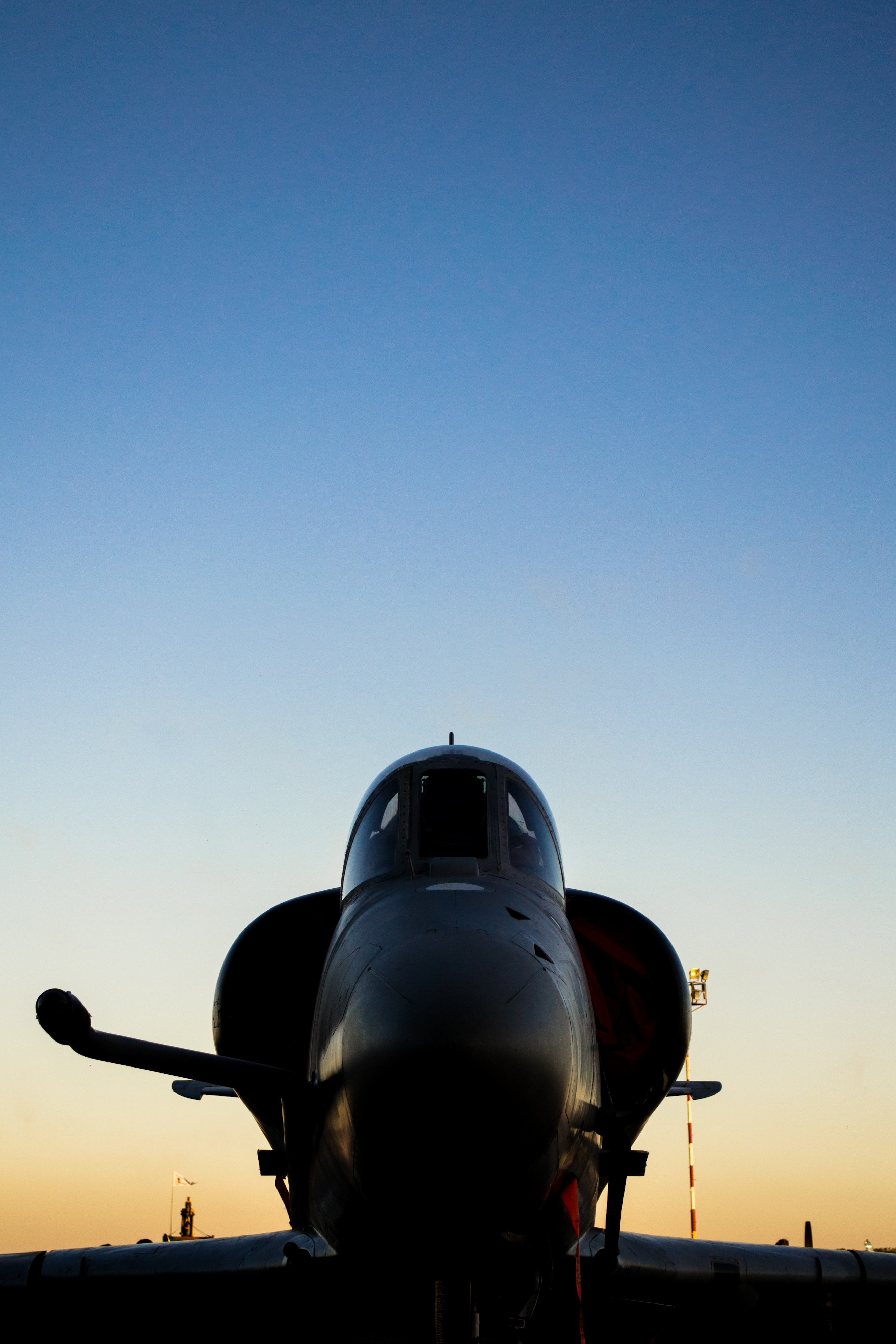
A-4AR en una jornada de puertas abiertas.

Es un avión táctico ligero subsónico y monomotor. Combina las virtudes del Douglas A-4 Skyhawk muy conocido por la Fuerza Aérea Argentina y aviónica y sistemas actualizados.
El armamento consiste en dos cañones revólver Colt Mk 12 de 20 mm instalados en la nariz y cargados con 200 municiones; dos misiles aire-aire de corto alcance y guía infrarroja AIM-9 Sidewinder.
El radomo fue reemplazado por uno hecho de materiales compuestos para albergar la antena disminuida del radar multimodo ARG-1 v2 (APG-66). Los ejemplares provenientes de los Estados Unidos llevaban la aviónica del bloque A, en Argentina fueron llevados al bloque C3B, optimizando sus capacidades de combate, interacción de los sistemas y posibilitando la operación completa del radar al máximo de su capacidad. Todo ello fue insertado en el resto de la flota.
El parabrisas delantero blindado cambió la forma de óvalo por una cuadrangular y se amplió la cubierta de la carlinga mejorando la visión hacia adelante, atrás y los costados. Detrás de la cabina de vuelo posee las dos tomas de aire del motor. Atrás de la cabina esta el depósito de combustible de 870,5 litros seguido del motor (el biplaza lleva 454 litros menos por tener adaptado otro puesto).
Posee sistema de control de vuelo hidráulico en tándem. La cola cuenta con dos estabilizadores horizontales móviles; sistema de reabastecimiento en vuelo tipo sonda-cesta. Tren de aterrizaje tipo triciclo y gancho de parada.
Es propulsado por el turborreactor Pratt & Whitney J52-P-408A. Dicho motor entrega 5080 kg (11200 lb) de empuje, lo cual es un 20% más que las plantas propulsoras de sus predecesores, también otorga mejores prestaciones en el despegue, régimen de ascenso y maniobrabilidad sin un aumento considerable de combustible. El biplaza OA-4AR emplea el J52-P-8A de 4218 kg (9300 lb) de empuje.

## Componentes del A-4AR
Argentina -  España -  Estados Unidos -  Finlandia -  Noruega

### Electrónica
| Sistema           | País                      | Fabricante        | Notas                                 |
| ----------------- | ------------------------- | ----------------- | ------------------------------------- |
| Sistema de escape | Bandera de Estados Unidos | McDonnell Douglas | Asiento eyectable modelo Escapac IG-3 |

### Armamento

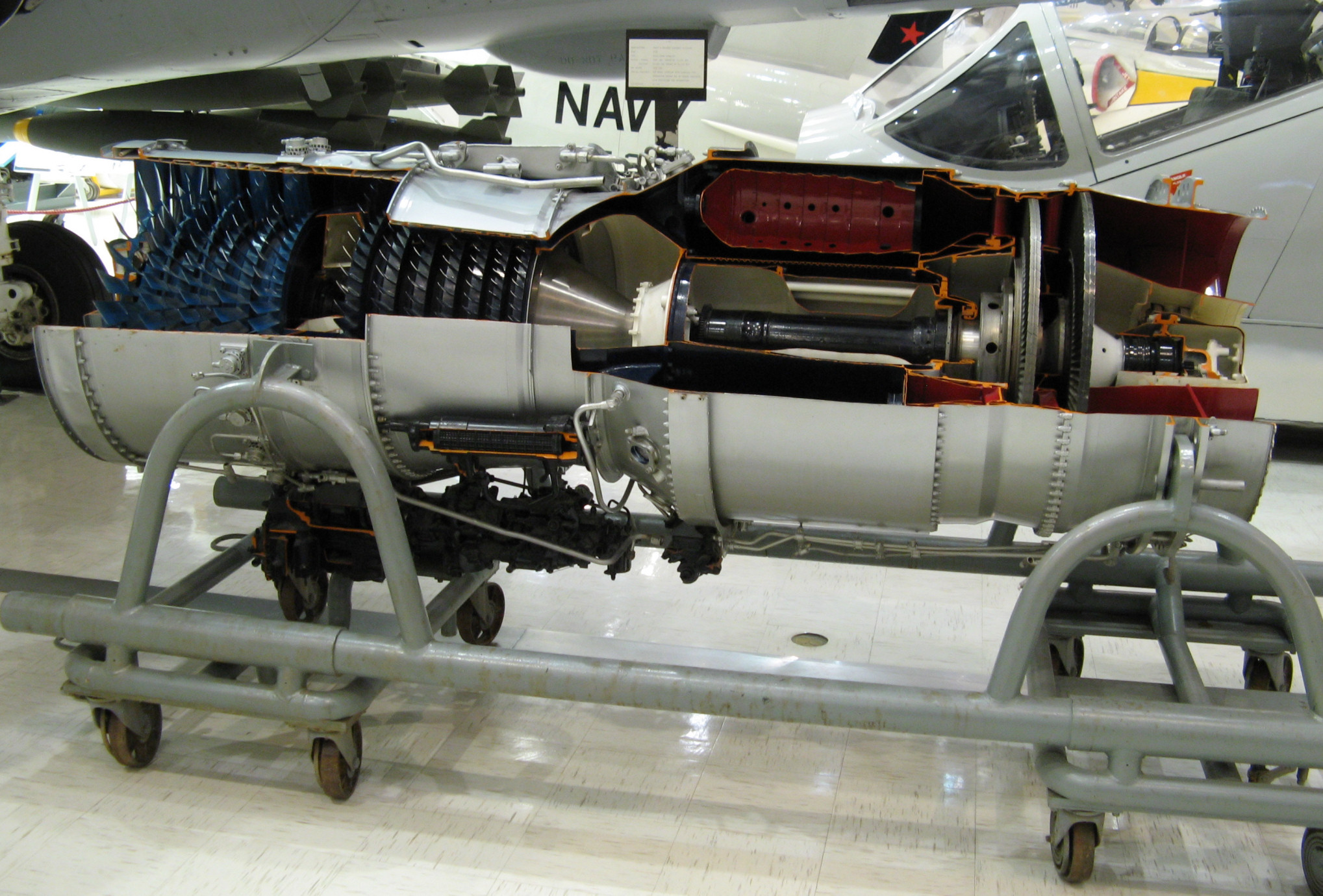
J52

| Sistema                                           | País                                                                  | Fabricante                                   | Notas               |
| ------------------------------------------------- | --------------------------------------------------------------------- | -------------------------------------------- | ------------------- |
| Cañón                                             | Bandera de Estados Unidos                                             | Colt's Manufacturing Company                 | Colt Mk 12 de 20 mm |
| Cohete aire-tierra Áspid de 57mm                  | Bandera de Argentina                                                  | Dirección General de Fabricaciones Militares |                     |
| Misil aire-aire de corto alcance AIM-9 Sidewinder | Bandera de Estados Unidos · Bandera de Finlandia · Bandera de Noruega | Raytheon NAMMO                               |                     |
| Bomba Mark 81                                     | Bandera de Estados Unidos                                             | General Dynamics                             |                     |
| Bomba Mark 82                                     | Bandera de Estados Unidos                                             | General Dynamics                             |                     |
| Bomba Mark 83                                     | Bandera de Estados Unidos                                             | General Dynamics                             |                     |
| Bomba Mark 84                                     | Bandera de Estados Unidos                                             | General Dynamics                             |                     |
| Bomba BR-125                                      | Bandera de España                                                     | Expal                                        |                     |
| Bomba BR-250                                      | Bandera de España                                                     | Expal                                        |                     |
| Bomba retardada por paracaídas BRP-125            | Bandera de España                                                     | Expal                                        |                     |
| Bomba retardada por paracaídas BRP-250            | Bandera de España                                                     | Expal                                        |                     |

### Propulsión
| Sistema | País                      | Fabricante      | Notas          |
| ------- | ------------------------- | --------------- | -------------- |
| Motor   | Bandera de Estados Unidos | Pratt & Whitney | 1 × J52-P-408A |

## Mantenimiento

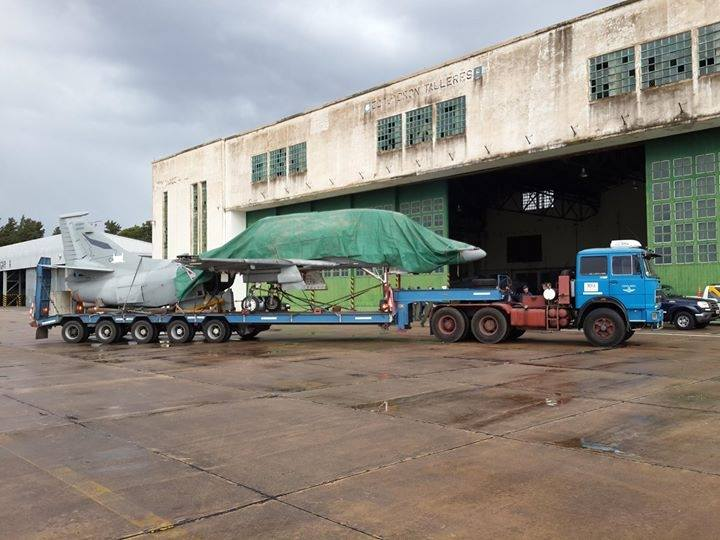
Un A-4AR en mantenimiento.

El A-4AR dispone de tres niveles de mantenimiento:
- O (Operacional): realizado en la línea de vuelo.
- I (Intermedio): realizado en el hangar de la Brigada.
- D (Depot): realizado cada 750 horas de vuelo o 39 meses en el Área Material Río Cuarto.[10]

El Departamento de Análisis Operativo (DAO) creado en 2002 tiene como función mantener operativo y mejorar el software de los A-4AR. Para cumplirla posee un laboratorio para probar posibles modificaciones que luego son probadas en vuelo, posteriormente analiza en tierra la información obtenida e implementar las mejoras en los aviones. Un ejemplo es la modificación de los datos que presenta el HUD.

## Variantes
- A-4AR: monoplaza A-4M modernizado que emplea el motor turborreactor Pratt & Whitney J52-P-8A. Se reconstruyeron treinta y dos.
- OA-4AR: biplaza OA-4M modernizado que emplea el Pratt & Whitney J52-P-408A. Se reconstruyeron cuatro.

## Operadores

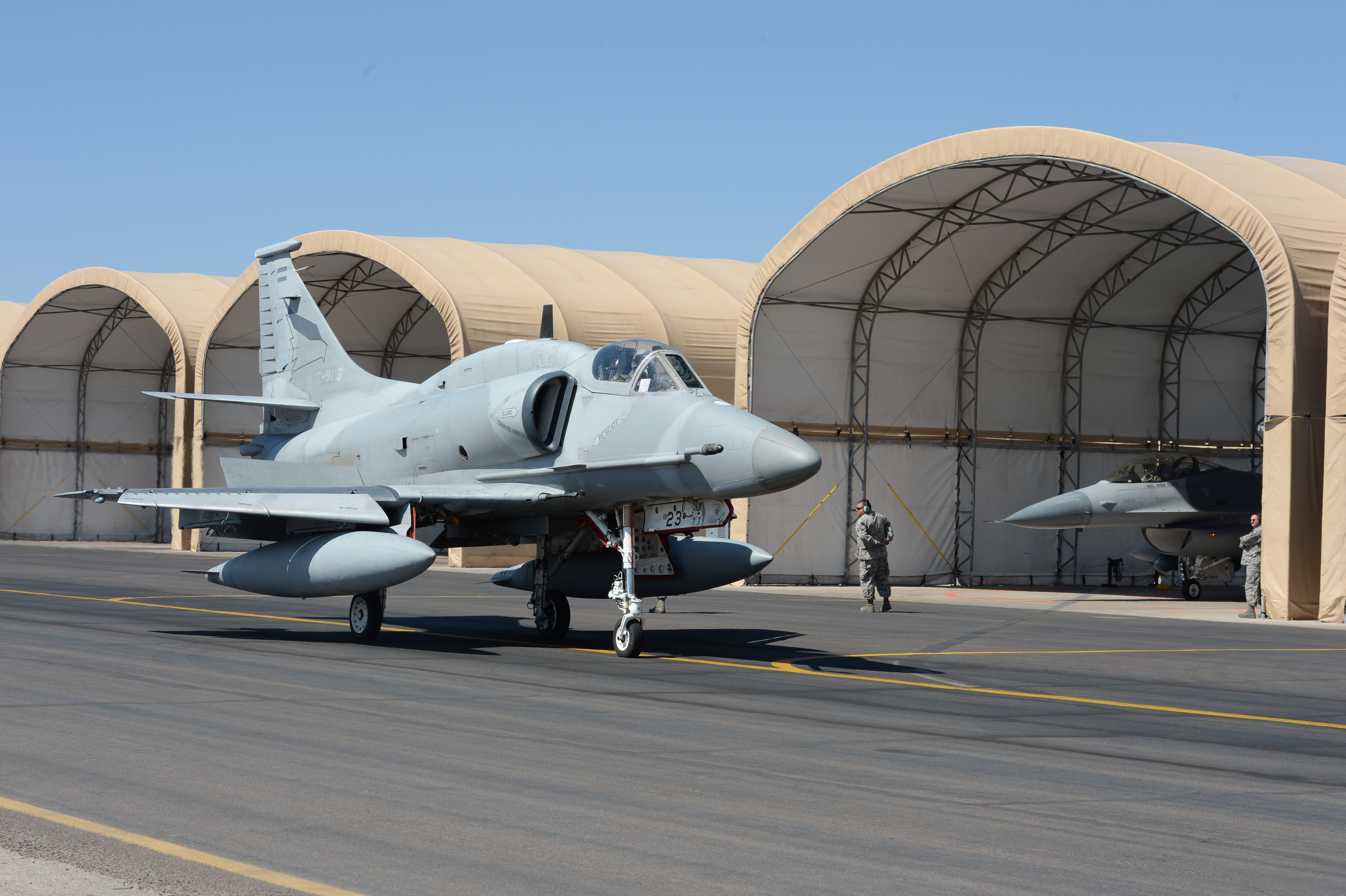
Ejercicio Salitre 2014

Argentina
- Fuerza Aérea Argentina
  - V Brigada Aérea
    - Grupo 5 de Caza

## Historial de operaciones

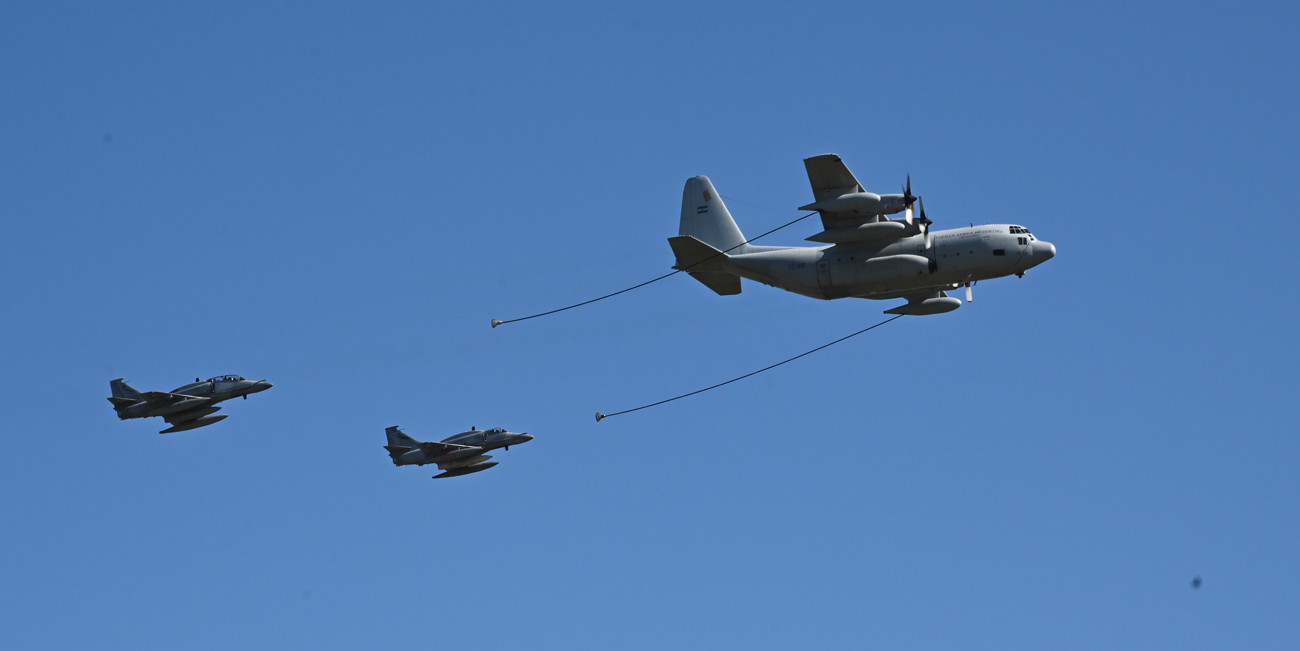
Un KC-130 de la Fuerza Aérea Argentina reabasteciendo a dos A-4AR.

El 14 de marzo de 1998 el Escuadrón II del Grupo 5 de Caza arribó a Skunk Works (Palmdale) con el fin de realizar el entrenamiento en tierra. El 13 de abril se iniciarían los adiestramientos en vuelo en A-4AR.
Participan en ejercicios de la Fuerza Aérea Argentina Comprobación, Láser, Pegasus y Coya. Han hecho los ejercicios internacionales Águila con los aviones Lockheed Martin F-16 Fighting Falcon de los Estados Unidos, multinacionales Cruzex en Brasil, Ceibo en Argentina y Salitre en Chile. Ejercicios conjuntos con el Ejército Argentino y la Armada Argentina. El 26 de junio de 1998 efectuaron su primer ejercicio con munición de guerra en el ejercicio de tiro aire-tierra y defensa antiaérea Antuna I. En la ocasión los Fightinghawk le dispararon bombas de racimo y frenadas a un tanque M4 Sherman y un vagón de ferrocarril dispuestos en el polígono.
El Grupo 5 de Caza emplea sus A-4 para proveer seguridad aérea a reuniones políticas importantes como la Cumbre de las Américas y la Cumbre de Presidentes del Mercosur.
A fines de 2017 los A-4AR cumplieron 25 000 horas de vuelo.
Desde el 15 de julio de 2024 el sistema de armas A-4AR esta en estado inactivo en la Fuerza Aérea Argentina y se consideran en estado de reserva. Después de un accidente que cobro la vida del Capitán Mauro Testa La Rosa el estado mayor conjunto de las fuerzas armadas decidió dejar a las aeronaves en tierra y permanecen en sus hangares desde ese día hasta hoy.   Hay poca información sobre el futuro del sistema de armas pero se evalúa descontinuar su servicio y remplazarlos con un futuro escuadrón de F16 Fighting Falcon.

## Accidentes
- El 6 de julio de 2005 se estrelló el A-4AR matrícula C-906 cerca de Justo Daract, provincia de San Luis, destruyéndose totalmente; el piloto primer teniente Flores murió.[13] Aparentemente ocurrió cuando efectuaba ejercicios de combate a baja altura y entró en pérdida de sustentación.[3]
- El 24 de agosto de 2005 se accidentó el Fightinghawk C-936 a 18 km al sur de Río Cuarto, el piloto logró eyectarse y resultó ileso.[3]
- El 28 de septiembre de 2009 a un avión se le desenganchó un tanque de combustible externo, tuvo daños menores y aterrizó en el Área Material Río Cuarto.[3]
- El 14 de febrero de 2013 se destruyó el OA-4AR matrícula C-902 al caer a cincuenta metros de la pista del aeropuerto Vicecomodoro Ángel de la Paz Aragonés de Santiago del Estero. Los pilotos mayor David Machado y teniente Esteban Bossi se eyectaron y tuvieron heridas leves.[14][15]
- El 29 de septiembre de 2015 un A-4AR protagonizó un accidente fatal en la V Brigada Aérea pues colisionó contra un hangar donde murió el suboficial principal Luis David Peñaloza y fueron heridos otros cinco militares más.[16]
- El 5 de agosto de 2020 a las 10:05 a. m. se accidentó un A-4AR matrícula C-925 del Grupo 5 de Caza. Se accidentó en la localidad de Villa Valeria (Provincia de Córdoba), cumpliendo un plan de adiestramiento. El piloto, capitán Gonzalo Fabián Britos Venturini, logró eyectarse pero lamentablemente falleció camino al hospital. Hasta el momento se desconocen las causas del accidente.[17]
- El 15 de julio de 2024 durante una fase de adiestramiento aéreo nocturno, se estrello un A-4AR en la V Brigada Aérea ubicado en Villa Reynolds (provincia de San Luis). El piloto, Capitán Mauro Testalarosa, logró eyectarse, pero debido a la baja altura no logró sobrevivir al incidente. Aunque la causa principal no esta del todo confirmado, se cree que fue una avería en el motor durante el despegue.[18]

## Especificaciones
Referencia datos: 

### Características generales
- Tripulación: 1-2 (versión monoplaza y biplaza)
- Longitud: 12,3 m (40,4 ft)
- Envergadura: 8,3 m (27,4 ft)
- Altura: 4,6 m (15 ft)
- Superficie alar: 79,2 m² (853 ft²)
- Peso vacío: 4900 kg (10 799,6 lb)
- Peso cargado: 11 000 kg (24 244 lb)
- Peso útil: 6387 kg (14 076,9 lb)
- Peso máximo al despegue: 11 136 kg (24 543,7 lb)
- Planta motriz: 1× turborreactores Pratt & Whitney J52-P408A.
  - Empuje normal: 50 kN (5100 kgf; 11 243 lbf) de empuje.
- Asiento eyectable: cero-cero McDonnell Douglas Escapac IG-3.

### Rendimiento
- Velocidad nunca excedida (Vne): 1200 km/h (746 MPH; 648 kt)
- Velocidad máxima operativa (Vno): 1100 km/h (684 MPH; 594 kt)
- Velocidad crucero (Vc): 950 km/h (590 MPH; 513 kt)
- Alcance: 3220 km (1739 nmi; 2001 mi)
- Radio de acción: 420 km (227 nmi; 261 mi) con 1 815 kg en perfil lo-lo-lo, 520 km (281 nmi; 323 mi) con 1 815 kg en perfil hi-lo-hi
- Techo de vuelo: 13 000 m (42 651 ft)
- Régimen de ascenso: 42 m/s (8268 ft/min)
- Empuje/peso: 0.51

### Armamento
- Cañones: 2× cañones revólver Colt Mk 12 de 20 mm con 200 municiones
- Puntos de anclaje: 5 con una capacidad de 4 170.7 kg (9 195 lb), para cargar una combinación de:  
  - Bombas: 

    - IMI PG Modelo 4
    - Bombas propósito general serie Mark 80 (Mark 81, Mark 82, Mark 83, Mark 84)
    - BK-BR PG 50 - BK-BR PG 125 - BK-BR PG 250
    - Bombas entrenamiento (MK76 - BDU-48/B)
    - M117

  - Cohetes: 

    - LAU-10/A
    - LAU-32/A
    - LAU-61/A

  - Misiles: 

    - 4× misiles aire-aire AIM-9L/M Sidewinder
    - 2× misiles aire-aire AIM-7 Sparrow
    - 2x misiles aire-aire Shafir mk4
    - 2x misiles aire-tierra AGM-65 Maverick
    - CATM-9L/M (misiles de entrenamiento)

  - Otros: 

    - 2× tanques de combustible externos Aero 1D de 1116,5 L
    - 1× Aero 1E de 1498,8 L o 1× Sargent Fletcher Aerial Refueling Buddy-Buddy Store de 1136 L para actuar como avión cisterna.

### Aviónica
- Radar de impulsos Doppler ARG-1 v2
- Litton EGI (Embedded GPS Inertial) GPS LN-100G
- VOR/LOC e ILS Rockwell Collins AN/ARN-147
- Radiogoniómetro (ADF) Collins
- Radioaltímetro AN/APN-141
- Bus de datos MIL-STD-1553B
- VHF/UHF
- POD ACMI
- Identificador amigo-enemigo (IFF) AN/APX-72
- Contramedidas electrónicas (ECM) AN/ALQ-126
- Receptor de alerta de radar (RWR) AN/ALR-93 (V)1
- Visualización head-up (HUD) Sextant Avionique
- UFCP (en inglés: Panel de control frontal)
- MFD

### Desarrollos relacionados
- Douglas A-4 Skyhawk
- Lockheed Martin F-16 Fighting Falcon

### Aeronaves similares
- AMX International AMX
- Dassault-Breguet Super Étendard

### Listas relacionadas
- Anexo:Equipamiento de la Fuerza Aérea Argentina